# Élie Kroupi
Elie Kroupi (ur. 18 października 1979) – piłkarz z Wybrzeża Kości Słoniowej, występujący na pozycji napastnika.

## Życiorys
Elie Kroupi urodził się w Sassandrze, na Wybrzeżu Kości Słoniowej. Już jako dziecko wyemigrował z rodzinnego kraju do Francji. Tam też zaczął swoją profesjonalną karierę piłkarską. Pierwsze kroki stawiał w Stade Rennais, na początku w drużynach juniorskich, później, w 1997 roku przebił się do pierwszego składu, jednak tylko dwa razy dostał szansę pokazania się i odszedł do słabszego ASOA Valence. Po niezłym sezonie w tym klubie dostał szansę gry w FC Lorient. Rozegrał dziewięć meczów i odszedł na wypożyczenie, tam, skąd trafił do klubu ze Stade du Moustoir. W roku 2000 ponownie wrócił do Lorient i zagrzał tam miejsce na nieco dłużej, niż za pierwszym razem. Rozegrał bowiem cztery sezony, strzelając łącznie 28 bramek. Miał jeszcze epizod w Angers, zanim trafił do AS Nancy, gdzie pograł przez dwa lata. Następnie grał w Zjednoczonych Emiratach Arabskich, w klubie z Abu Zabi – Al-Wahda. W sezonie 2007/2008 trafił do włoskiego Arezzo, jednak rozegrał tam tylko pierwszą rundę. W przerwie zimowej przeszedł do greckiego Levadiakosu. Po zakończeniu sezonu wrócił do Francji, a jego nowym klubem został drugoligowy Nîmes Olympique. Następnie w sezonie 2009/2010 grał w ZEA, w Al-Urooba.

## Kariera liczbach
| Sezon   | Klub            | Kraj    | Flaga                        | Rozgrywki           | Mecze | Bramki |
| ------- | --------------- | ------- | ---------------------------- | ------------------- | ----- | ------ |
| 1997/98 | Stade Rennais   | Francja | Francja                      | Ligue 1             | 2     | 0      |
| 1998/99 | ASOA Valence    | Francja | Francja                      | Division 2          | 13    | 3      |
| 1999/00 | FC Lorient      | Francja | Francja                      | Ligue 2             | 9     | 0      |
| 1999/00 | ASOA Valence    | Francja | Francja                      | Ligue 2             | 9     | 0      |
| 2000/01 | FC Lorient      | Francja | Francja                      | Ligue 1             | 33    | 14     |
| 2001/02 | FC Lorient      | Francja | Francja                      | Ligue 2             | 22    | 2      |
| 2002/03 | FC Lorient      | Francja | Francja                      | Ligue 2             | 32    | 12     |
| 2003/04 | FC Lorient      | Francja | Francja                      | Ligue 2             | 6     | 0      |
| 2003/04 | Angers SCO      | Francja | Francja                      | Ligue 2             | 4     | 0      |
| 2004/05 | AS Nancy        | Francja | Francja                      | Ligue 2             | 30    | 14     |
| 2005/06 | AS Nancy        | Francja | Francja                      | Ligue 2             | 22    | 9      |
| 2006/07 | Al-Wahda FC     | ZEA     | Zjednoczone Emiraty Arabskie | UAE Football League | ?     | ?      |
| 2007/08 | AC Arezzo       | Włochy  | Włochy                       | Serie C             | 3     | 1      |
| 2007/08 | Levadiakos      | Grecja  | Grecja                       | Alpha Ethniki       | 8     | 0      |
| 2008/09 | Nîmes Olympique | Francja | Francja                      | Ligue 2             | 13    | 1      |
| 2009/10 | Al-Urooba       | ZEA     | Zjednoczone Emiraty Arabskie | UAE Football League | ?     | ?      |